# اوکی‌بی فاکل
اوکی‌بی فاکل (انگلیسی: OKB Fakel) شرکت هوافضای روس است، که در سال ۱۹۵۵ تأسیس شد.